# Bolang (Dayeuhluhur)
Bolang is een bestuurslaag in het regentschap Cilacap van de provincie Midden-Java, Indonesië. Bolang telt 2219 inwoners (volkstelling 2010).